# Orden del Águila de Georgia
La Orden del Águila de Georgia y la Túnica Inconsútil de Nuestro Señor Jesucristo, más conocida por su nombre abreviado Orden del Águila de Georgia es la máxima condecoración concedida por la Casa de Bagration, cuyo Jefe y Gran Maestre es el Príncipe David de Bagration-Mukhraneli.

## Historia de la Orden
La Orden del Águila de Georgia es una condecoración dinástica, dependiente de la Casa de Bagration, cuyo Gran Maestre es el príncipe David de Bagration-Mukhraneli. 
Originalmente fundada por la Santa Reina Tamara de Georgia (1184-1213), fue restaurada en 1939 por S.A.R. el Príncipe Irakli Bagration-Mukhrani como la más elevada de las Órdenes Dinásticas de la Real Casa. 
Cuenta la historia que la Reina Tamara fundó la Orden para ayudar al Imperio de Trebisonda con los caballeros que fueron nombrados miembros, otorgándole la Túnica Inconsútil de Nuestro Señor Jesucristo como emblema y como insignia, el águila, para distinguir la Orden del emblema del Imperio de Trebisonda. La Orden hace referencia a la Sagrada Túnica que llevó Jesucristo durante su martirio. Según la tradición en Georgia, la reliquia fue recuperada de los soldados romanos y ocultada en la Catedral de Svetitsjoveli en Georgia, junto con las reliquias del Rey David. 
En 1942, Irakli Bagration-Mukhrani fue elegido Presidente de la Unión Tradicionalista Georgiana por los líderes exiliados de Georgia, entre os que se incluían nombres como Zurab Avalishvili, Mikheil Tsereteli, Grigol Robakidze, Kita Chkhenkeli, Shalva Maglakelidze, Shalva Amirejibi, Spiridon Kedia, Markoz Tugushi, Giorgi Kvinitadze, Leo Kereselidze, Revaz Gabashvili, Davit Vachnadze, Alexandre Asatiani y Svimon Tsitsishvili, entre otros. Los objetivos de la Unión Tradicionalista, desde el exilio, eran los de la restauración de la independencia de Georgia y la proclamación de una monarquía constitucional. 
Tras la muerte del príncipe Irakli en 1977, fue sucedido por su hijo S.A.R el príncipe Jorge de Bagration, quien prefirió mantener la Orden en el más estricto ámbito familiar por razones de discreción y política dinástica hasta que en 2001 decidió hacer sus primeras concesiones al mérito y la excelencia. 
En 2003 se dotó a la Orden de unas nuevas Constituciones en las que se establecían los términos y condiciones para su concesión y gobierno. Este cambio constituyó una clara demostración de la idea de S.A.R. el Príncipe Jorge de Bagration de que la Orden debía ser un eficaz instrumento de asistencia a la población georgiana.
Durante el Gran Magisterio del Príncipe Jorge de Bagration varias personalidades de la realeza y la nobleza se convirtieron en miembros de la Orden del Águila de Georgia. Tras la muerte del Gran Maestre, y en acorde a las antiguas leyes de sucesión georgianas, éste designó a su tercer hijo, S.A.R. el Príncipe David de Bagration-Mukhraneli para sucederle en la Jefatura de la Casa Real y en el Gran Magisterio de las Órdenes Dinásticas.

## Grandes Maestres de la Orden
- S.A.R. Irakli de Bagration-Mukhraneli (1939-1977).

- S.A.R. Jorge de Bagration-Mukhraneli (1977-2008).

- S.A.R. David de Bagration-Mukhraneli (2008-actualidad).

## Clases de la Orden

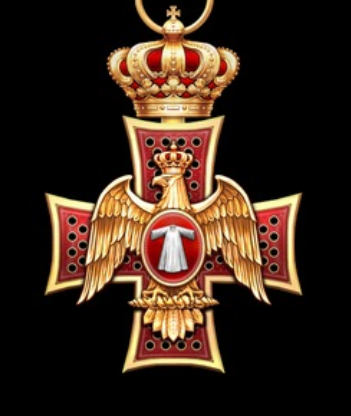
Venera de la Orden del Águila de Georgia

La Orden del Águila de Georgia consta de cinco clases, que son las que siguen:
- Gran Collar: el grado más elevado de la Orden, reservado a los miembros de la Familia Real y a los más altos cargos civiles, militares y religiosos, tales como Jefes de Estado, Jefes de Casas Reales o Patriarcas de la Iglesia Ortodoxa. Consta de dos insignias, siendo la primera un gran collar de 26 eslabones, alternándose en cada uno la Túnica de Nuestro Señor Jesucristo, el Águila de Georgia y la Cruz de la Orden sencilla y sin esmaltar, orladas en una circunferencia dorada y unidas entre ellas. Del mismo, pende coronada la Cruz de la Orden, esmaltada en sus cuatro brazos, en cuyo centro se halla el Águila de Georgia que, a su vez, contiene en el centro la Túnica de Nuestro Señor Jesucristo que da nombre a la Orden. La insignia del Collar va acompañada por una placa de rafagado circular dorado, en cuyo centro se encuentra la Cruz de la Ordene esmaltada en sus cuatro brazos, en cuyo centro se halla el Águila de Georgia que, a su vez, contiene en el centro la Túnica de Nuestro Señor Jesucristo que da nombre a la Orden. Este grado se compone también, para su uso diario, de una cadena más sencilla y fina, de la que penderá la misma Cruz que del Collar y cuyos eslabones se componen de una sucesión, sin orlar, de Túnicas, Águilas y Cruces sencillas.

- Gran Cruz: es la segunda de las clases que componen la Orden. Consiste en un conjunto de dos piezas, siendo la primera la placa de rafagado circular dorado, en cuyo centro se encuentra la Cruz de la Orden, esmaltada en sus cuatro brazos, en cuyo centro se halla el Águila de Georgia que, a su vez, contiene en el centro la Túnica de Nuestro Señor Jesucristo que da nombre a la Orden, que irá sujeta del costado izquierdo de la persona condecorada. Del mismo modo, de una banda en moaré de seda granate, terciada desde el hombro derecho al costado izquierdo, penderá la Cruz de la Orden, esmaltada en sus cuatro brazos, en cuyo centro se halla el Águila de Georgia que, a su vez, contiene en el centro la Túnica de Nuestro Señor Jesucristo que da nombre a la Orden. La banda para las Damas Gran cruz será ligeramente más estrecha que la de los caballeros.

- Gran Oficial: el tercer grado dentro de la Orden consiste en una placa de rafagado circular plateado, en cuyo centro se encuentra la Cruz de la Orden, esmaltada en sus cuatro brazos, en cuyo centro se halla el Águila de Georgia que, a su vez, contiene en el centro la Túnica de Nuestro Señor Jesucristo que da nombre a la Orden, que irá sujeta del costado izquierdo de la persona condecorada.y pendiendo la Cruz de la Orden, esmaltada en sus cuatro brazos, en cuyo centro se halla el Águila de Georgia que, a su vez, contiene en el centro la Túnica de Nuestro Señor Jesucristo que da nombre a la Orden, en lugar de en una banda, de una cinta también en moaré de seda granate, que penderá del cuello. Las Damas Gran Oficial de la Orden sujetarán la Cruz mediante un lazo complejo, que penderá del pecho izquierdo, situándose la placa justo debajo de la misma.

- Encomienda: el cuarto grado dentro de la Orden consiste en la Cruz de la Orden, esmaltada en sus cuatro brazos, en cuyo centro se halla el Águila de Georgia que, a su vez, contiene en el centro la Túnica de Nuestro Señor Jesucristo que da nombre a la Orden. Penderá de una cinta de moaré de seda granate que se colgará al cuello. Las Damas de la Orden sujetarán la cruz mediante un lazo sencillo. Las Damas Comendador de la Orden sujetarán la encomienda mediante un lazo complejo, que penderá del pecho izquierdo.

- Cruz: el quinto y más bajo grado dentro de la Orden consiste en la Cruz de la Orden, esmaltada en sus cuatro brazos, en cuyo centro se halla el Águila de Georgia que, a su vez, contiene en el centro la Túnica de Nuestro Señor Jesucristo que da nombre a la Orden, que penderá de una cinta de moaré de seda granate sujeta al pecho de la persona condecorada. Las Damas de la Orden sujetarán la cruz mediante un lazo sencillo, que penderá del pecho izquierdo.

## Miembros prominentes
La Orden del Águila de Georgia ha sido concedida a gran cantidad de personalidades internacionales destacadas en varios ámbitos de actividad, de las que se destacan las siguientes:
- El Rey Humberto II de Italia.

- El Rey Boris III de Bulgaria.

- El Rey Leka de Albania.

- El Rey Jorge Tupou V de Tonga.

- La Reina Isabel II del Reino Unido.

- El Patriarca-Catholicós Elías II de Georgia.

- El Arzobispo de Constantinopla, Bartolomé I.

- El Patriarca de la Ciudad Santa de Jerusalén, Teófilo III.

- El Patriarca de la Iglesia Ortodoxa Serbia, Ireneo I.

- El Infante Jaime de Borbón y Battenberg, heredero legitimista al Trono de Francia.

- El Príncipe Nicolás de Montenegro.

- El ex primer ministro Bidzina Ivanishvili de Georgia.